# Gorka Sagués Oscoz
Gorka Sagués Oscoz (San Sebastián, País Vasco, España, 10 de noviembre de 1980) es un exárbitro de fútbol español. Pertenece al Comité de Árbitros del País Vasco.
El 18 de diciembre de 2018 recibe el premio Valores de laLiga por reconocer haber pitado un penalti inexistente en los últimos minutos del partido que enfrentaba a la UD Las Palmas y CD Tenerife, que privó al conjunto grancanario de la victoria final.

## Temporadas
| Categoría            | País   | Año       |
| -------------------- | ------ | --------- |
| Segunda División "B" | España | 2006-2010 |
| Segunda División     | España | 2010-2011 |
| Segunda División "B" | España | 2011-2013 |
| Segunda División     | España | 2013-2022 |